# Avigdor (mošav)
Avigdor (hebrejsky אֲבִיגְדוֹר, v oficiálním přepisu do angličtiny Avigedor) je vesnice typu mošav v Izraeli, v Jižním distriktu, v Oblastní radě Be'er Tuvja.

## Geografie
Leží v nadmořské výšce 64 metrů v pobřežní nížině, v regionu Šefela. Jižně od obce probíhá vádí Nachal Guvrin.
Obec se nachází 13 kilometrů od břehu Středozemního moře, cca 40 kilometrů jižně od centra Tel Avivu, cca 47 kilometrů jihozápadně od historického jádra Jeruzalému a 2 kilometry jižně od Kirjat Mal'achi. Avigdor obývají Židé, přičemž osídlení v tomto regionu je etnicky převážně židovské.
Avigdor je na dopravní síť napojen pomocí dálnice číslo 3, která obec míjí na západní straně, a dálnice číslo 40, jež probíhá na východní straně.

## Dějiny
Avigdor byl založen v roce 1950. Šlo o součást osidlovací vlny, která následovala po válce za nezávislost v roce 1948, kdy region ovládla izraelská armáda a kdy došlo k vysídlení většiny zdejší arabské populace.
Vesnice je pojmenována podle Osmonda Avigdora Goldsmida, který patřil k zakladatelům sionismu ve Velké Británii. Jeden z jeho synů, Henry d'Avigdor-Goldsmid sloužil za druhé světové války v britské armádě. Právě židovští veteráni britské armády stáli za zřízením mošavu. Zpočátku se ovšem osada nazývala Ja'el (יע"ל) podle akronymu Jehidot Ivrijot Letavila (יחידות עבריות לתובלה), odkazujícího na židovské vojenské jednotky.
Místní ekonomika je založena na zemědělství. Fungují tu sportovní areály, obchod se smíšeným zbožím, knihovna a kulturní středisko.

## Demografie
Podle údajů z roku 2014 tvořili naprostou většinu obyvatel v Avigdor Židé (včetně statistické kategorie "ostatní", která zahrnuje nearabské obyvatele židovského původu ale bez formální příslušnosti k židovskému náboženství).
Jde o menší obec vesnického typu s dlouhodobě rostoucí populací. K 31. prosinci 2014 zde žilo 762 lidí. Během roku 2014 populace klesla o 0,7 %.
| Rok            | 1961 | 1972 | 1983 | 1995 | 2001 | 2003 | 2004 | 2005 | 2006 | 2007 | 2008 | 2009 | 2010 | 2011 | 2012 | 2013 | 2014 |
| -------------- | ---- | ---- | ---- | ---- | ---- | ---- | ---- | ---- | ---- | ---- | ---- | ---- | ---- | ---- | ---- | ---- | ---- |
| Počet obyvatel | 360  | 293  | 340  | 471  | 596  | 625  | 646  | 660  | 679  | 708  | 713  | 695  | 710  | 726  | 743  | 767  | 762  |